# 星咲凛
星咲 凛（ほしざき りん、2000年3月6日 - ）は、日本のAV女優。ループエンターテイメント所属。

## 略歴・人物
2018年8月にデビューした小柄なロリ系のAV女優。

## 出演作品

### アダルトDVD
2018年
- 『発掘エンジェル』 渋●で見つけた出会える系制服天使をねっとり密撮しちゃった一部始終（8月1日、未満）※「りん」名義
- 18歳 AVアイドルにずっと憧れてたオナニー大好き 自慰少女 卒業直後にkawaii 出演応募 そのままデビュー（8月25日、kawaii*）※「りん」名義
- 新人18歳!! 身長145cm膣長3cm 身長も膣も超ちっこい敏感美少女AVデビュー!!（8月25日、本中）
- 銀河級美少女とずっと見つめっぱなしでエッチしよっ♥ 003 アイドルカフェ店員 りん（11月19日、宇宙企画）※「りん」名義
- 姪っ子はおませな 小悪魔痴女ロリィちゃん 〜家出して40代独身の僕の家にやってきた4日間の記録〜（11月27日、FIRST STAR）※「凛」名義
- いつでも生中出しOK 密着ご奉仕メイド（12月6日、MILK）
- 渋谷で噂の逆ナンロリびっち（12月19日、キチックス）※「聖蘭」名義
- 再婚相手の連れ子の娘を犯す 父の近親相姦映像（12月28日、I.B.WORKS）他出演:皆月ひかる、跡美しゅり

2019年
- 成長した姪っ子姉妹と昔みたいに川の字で寝た夜にいたずら姉妹が両サイドから乳首やち○こをいじってきたので逆襲姉妹丼ぶりでハめ倒してオトナの厳しさを教えてあげました。（1月24日、ひよこ）※「りん」名義　共演:さくら　他出演:かのん、ひなの
- 日焼け跡の残るパイパン姪っ子お風呂レイプ（1月25日、I.B.WORKS）他出演:皆月ひかる、あべみかこ
- 街で見かけたどんないい女でもデリヘルとして呼べる未来のもしも電話 3（1月25日、BAZOOKA）他出演:泡沫ゆうき、羽生ありさ、宮崎あや
- 素人女子大生限定! パンティ素股でカチカチち●ぽがアソコに擦れて赤面発情! クロッチは恥ずかし汁まみれ!そのまま生で擦り合わせて、ヌルヌルワレメに結局つるんっと入って生中出し!! AVOPEN 2018特別編（2月1日、赤面女子）他出演:有坂深雪、神谷充希、木葉ちひろ、夢咲ひなみ、日泉舞香、泡沫ゆうき、逢沢りいな、御坂りあ、高牟礼れな、羽生ありさ、水川えみる、宮崎あや、加藤麻希、有栖るる　※AV OPEN 2018 素人部門3位
- イマドキ☆ぐうかわギャル女子●生 Vol.006（2月22日、BAZOOKA）他出演:春埼めい、一条みお、咲々原リン
- 【完全主観】 モテモテノーパンハイスクール ボクのオチンチンを奪いあうノーパン女子校生たちとのハーレム学園性活（3月8日、BAZOOKA）共演:あべみかこ、宮崎あや、皆野あい
- マジックミラー号 素人女子大生限定 100の質問中に突然デカチンを即ハメ! 恥じらいつつも連続ピストンでオマ○コぐちょ濡れ大絶頂! おまけに大洪水! 10人10本番!（4月25日、SODクリエイト）※「ひかり」名義　共演:りか　他出演:そら、ねる、まお、みさ、ゆき、れな、りの、まりん
- 【ドール系美少女限定!】 声我慢!動き我慢! 制限時間ラブドール愛好家たちにバレずに過ごせるのか!?（4月25日、SODクリエイト）他出演:赤渕蓮、跡美しゅり
- 大人しそうな女の子ほど、オ○ンコがいつも濡れてるって本当ですか?（5月13日、S-Cute）他出演:千夏麗、星仲みなみ、栗山夏帆
- 早熟 妹Lovers 低身長145cm!（5月14日、ケートライブ）
- 親や先生たちは知らない、放課後中出し部活動（5月17日、S級素人）他出演:皆月ひかる、篠宮ゆり、有坂深雪
- マジックミラー号ハードボイルド 就活女子学生に「面接回りは足腰が命」と騎乗位エクササイズを指導 デカチン“ラップ素股”で欲求不満が爆発 激・潮杭打ちピストンで中出し!しちゃうなんて…（5月23日、サディスティックヴィレッジ）他出演:桃尻かのん、上川星空、あゆみ莉花、椿井えみ
- 現場中の無防備なパンチラに発情したスタッフや男優にレイプされても「今日からお前のことをえこひいきしてやるからな？」と言われたら歯を食いしばり、声も出せずに泣き寝入りするしかないサディスティックヴィレッジの女AD（6月6日、サディスティックヴィレッジ）他出演:岬あずさ、富田優衣、椿井えみ、桃尻かのん、あけみみう
- 美少女の素顔丸出しプライベートSEX! イチャラブなハメ撮りエッチが気持ち良すぎて膣が締まりまくりイキまくり!!（6月13日、S-Cute）他出演:はるかみらい、星川光希、豊中アリス、ふわり結愛
- スクール水着の中の媚薬バイブで尻を痙攣させながらイキまくる敏感モデル（6月20日、ナチュラルハイ）他出演:皆月ひかる、桃尻かのん
- イマドキ女子○生にすんご〜いSEXしながら生電話で友だちを紹介してもらいました!? 大きく広がるエッチでかわいい友だちの輪!!全員生中出しせっくちゅ♥（6月21日、DOC）他出演:森下美怜、須崎まどか、若宮穂乃
- 経験人数1人の女子○生がキツキツマ○コで筆おろし!? パンティ素股の刺激に秒で勃っちゃう童貞チ○ポに興奮しちゃって生中出しセックス!!（7月19日、DOC）他出演:若宮穂乃、須崎まどか、森下美怜
- 素人ヘアヌード大図鑑 〜地方出身女子大生編（7月26日、S級素人）他出演:星奈あい、千夏麗、日泉舞香、知花みく、熊野あゆ、加藤麻希、清野雫、河合ののか、春埼めい、宮沢ちはる
- 夏休み日焼け美少女公衆トイレレイプ（7月26日、I.B.WORKS）共演:琴音るい　他出演:泉りおん、清野雫
- 桃色かぞく VOL.7 夏休み、処女を従妹に捧げました。（8月8日、SODクリエイト）共演:有栖るる
- 貧乳パイパン女子中出し 低身長 145cm りん18才 密室調教セックス ショートカット制服美少女 （8月13日、ケートライブ）
- 葛飾共同区営団地 日焼け美少女わいせつ映像 4（8月23日、I.B.WORKS）他出演:冬愛ことね、永瀬ゆい、清野雫、向井未紗
- 東京同人倶楽部 03（8月23日、TOKYO同人倶楽部）
- 身近な生活空間で手の綺麗な人っていますよね?そんな人たちに日常空間で手コキされたら異常に興奮すると思うんですけどあなたもそう思いませんか?（9月13日、ヒメゴト）他出演:桐山結羽、東条蒼、成海陽菜、根尾あかり、日向恵美、水卜麻衣奈 ほか
- 仲良し2人組いじり比べ痴漢 2 友達の前で交互にイカされた女子○生（9月26日、ナチュラルハイ）共演:清野雫　他出演:有栖るる、逢沢りいな、月宮ねね、柊るい
- お泊り明け、彼氏の部屋で彼氏の服を着て過ごす彼女 ボーイッシュ彼女の場合（9月27日、ヒメゴト）他出演:東条蒼、日向恵美
- 鍵っ子○学生尾行押込みレイプ（9月27日、I.B.WORKS）他出演:有栖るる、渚ひまわり
- 野外で初めての全裸!初めてのSEX! 初めて尽くしの恥ずかしい（＞_＜）が止まらない! 20名全員が初出演! 今年度入社した新卒うぶ女子社員たちの全力! 青空♥スポーツテスト!（10月10日、SODクリエイト）※「星野りさ」名義　共演:朝倉未華子、琴原夏美、堀之内優衣、志麻水樹、黒木遥香、社本みなみ、橋本かな、中田瞳、上原佐奈、門脇杏沙、沖蜜柑、金堂めい、足立やよい、高野まな、加護唯、田中樹里亜、広崎さとり、内藤華、上村あずき
- DANDY×ひよこ 「『おばさんを興奮させてどうするの?』キャンプ場でヤりまくりSPECIAL 青年チ○ポを押しつけられたおばさん妻は嫌がりながらも本当はママ友に自慢したい!!」 子連れママで子供にも自慢したいVer.（10月10日、DANDY）共演:児玉るみ、橋本れいか、桜井萌、夏目さゆり、皆月ひかる、有栖るる、夏日風
- DANDY×ひよこ 夏だ!キャンプだ!ひよこビッチだ! 〜キャンプ場で出会ったうぶなマセガキにおもちゃにされたひと夏の思い出〜（10月10日、ひよこ）共演:皆月ひかる、有栖るる、夏日風
- 引っ越しの挨拶に来た私をお隣さんはデリヘル嬢と勘違いして部屋に入れてくれました（10月11日、ヒメゴト）他出演:根尾あかり、西村春香
- マジックミラー号 入社まで待てない! SOD女子社員の撮影現場を見学しに来たインターン生はマン汁が糸を引くほどビショ濡れ! 優しくクンニしてあげるとチ●ポが欲しくなって未来の先輩たちにバレないようこっそり声我慢エッチ（11月21日、SODクリエイト）※「星野りさ」名義　他出演:上村あずき、足立やよい、金堂めい
- 恐怖で振り向けない背後から指が徐々にマ○コに近づく尻ワレメ痴●で興奮し腰を前後に振りだす発情女 4 女子○生限定SP（11月21日、ナチュラルハイ）他出演:八尋麻衣、真田みづ稀、神坂ひなの
- 放課後円光 生ハメ中出し女子●生（11月25日、ホームルーム）他出演:有栖るる、深田結梨
- パパママ頑張れ! ぬるぬるローションで仲良し家族対抗イキ我慢選手権! 合計中出し9発射!（12月12日、SODクリエイト）共演:久保今日子、神坂ひなの、高瀬智香、上川星空、岬あずさ、成宮いろは、瀬戸すみれ
- クンニ大好き星咲凛の潜入企画第一弾! SNSで見つけた秘密サークル「クンニ愛好会」に突撃!! ツルツルマ○コを舐められまくり大乱交中出しSEXするまでの全記録（12月12日、MILK）
- 一人暮らしの兄の部屋に通う妹の中出し近親隠し撮り映像（12月27日、TMA）他出演:渚みつき、永瀬ゆい、根尾あかり

### アダルトVR
2019年
- MOODYZ Fresh VR 身長145cmのミニマムボディ×アニメ声! 18歳のTooシャイガール 星咲凛 初VR!! VR現場を好きになるためにアナタと一緒にドキドキ共有初体験! 「がんばるから…たくさん頭なでなでしてほしいな!」（1月4日、ムーディーズ）
- 目の前に広がる美アナル大図鑑 ―超接写丸見え恥じらいヒクヒク美尻アナルVR―（8月2日、こあらVR）他出演:加藤ももか、渚みつき、大浦真奈美、立花めい、今井夏帆、須崎まどか、上川星空、嗣永さゆみ、御坂りあ、日向恵美
- バンコクの裏通りで見つけたシェリルちゃん 147cm（8月15日、SODクリエイト）※「シェリル」名義
- パパ活円光! 汗だくキモおやじに騙されて中出しされちゃった♥（8月30日、こあらVR）
- 美少女のおもらしVR（11月27日、TMA）他出演:泉りおん、清野雫、八尋麻衣、柏木まい、有村のぞみ、平花、神坂ひなの、早美れむ

### イメージDVD
- 素っ裸処女（2019年6月21日、CRANE）※「生島直美」名義
- Sexy A（2019年10月26日、スパークビジョン）
- くすぐり村からやってきました（2019年12月15日、スパークビジョン）